# Better Days (Neiked, Mae Muller e Polo G)
Better Days è un singolo del duo musicale svedese Neiked, della cantante britannica Mae Muller e del rapper statunitense Polo G, pubblicato il 24 settembre 2021.

## Composizione
Il brano è stato composto in chiave Mi bemolle maggiore con un tempo di 110 battiti per minuto.

## Accoglienza
L'Universal Music Canada ha parlato del brano in una conferenza stampa, definendolo «una fetta di perfezione pop sognante e ottimista, piena di gioia e speranza». In seguito, anche la rivista Out Now ha elogiato il pezzo, definendolo «un inno pop ad alta energia la cui prospettiva ottimistica è innegabilmente accattivante».

## Tracce
Download digitale, streaming – 1ª versione
1. Better Days – 2:40

Download digitale, streaming – Acoustic
1. Better Days (Acoustic) – 2:55

Download digitale – 2ª versione
1. Better Days (con J Balvin) – 3:42
2. Better Days (Regard remix) – 2:46

## Classifiche

### Classifiche settimanali
| Classifica (2021-23) | Posizione massima |
| -------------------- | ----------------- |
| Australia            | 16                |
| Bielorussia          | 93                |
| Canada               | 23                |
| Danimarca            | 28                |
| Estonia              | 18                |
| Grecia               | 55                |
| Kazakistan           | 60                |
| Lituania             | 52                |
| Norvegia             | 29                |
| Nuova Zelanda        | 13                |
| Portogallo           | 107               |
| Regno Unito          | 32                |
| Russia               | 13                |
| Stati Uniti          | 23                |
| Svezia               | 78                |

### Classifiche di fine anno
| Classifica (2022) | Posizione |
| ----------------- | --------- |
| Australia         | 73        |
| Canada            | 55        |
| Russia            | 92        |
| Stati Uniti       | 73        |